# 阿茲納卡耶沃
阿茲納卡耶沃（俄语：Азнака́ево）是俄羅斯韃靼斯坦共和國東南部的一個城市，位於首府喀山東南376公里。2002年人口35,412人。该地石油生产工业发达，此外也有汽车制造、金属加工、食品工业及轻工业。
1762年建村，1951年因发现油田而成为石油城镇，1956年正式成为城镇，1987年设市。